# San Jose (Tarlac)
San Jose (Bayan ng San Jose) är en kommun i Filippinerna. Kommunen ligger på ön Luzon, och tillhör provinsen Tarlac. Folkmängden uppgår till 29 440 invånare.
San Jose är indelat i 13 barangayer.